# Sven Martinson
Sven Bertil Martinson, född 22 november 1930 i Knäreds församling i Halland, död där 25 september 2015, var en svensk författare. 
Han föddes i Västralts by vid Knäred i nuvarande Laholms kommun. Han blev känd som skogsbrukare, hembygdsforskare, författare och samhällsdebattör. Han bodde hela sitt liv kvar på gården där han föddes. Efter studier på Katrinebergs folkhögskola på 1950-talet började han på allvar skriva böcker. Han blev etablerad författare genom sina ungdomsböcker.
De första utgivna böckerna var sagor som Äventyr i jordgubbslandet, utgiven 1960. Brunpäls, en bäver utgavs 1962. Därefter blev det 23 böcker i ungdomsserien Lotte, om hästar och flickan Lotte. Sista Lotteboken gavs ut på 1980-talet. Det har även blivit några böcker under titeln Hästflickorna. Det såldes sammanlagt flera hundra tusen böcker i dessa serier. Lotteböckerna som gavs ut via B. Wahlströms bokförlag finns översatta till de nordiska språken och till tyska och nederländska. Det har också blivit böcker om natur och jakt. 
Senare koncentrerade Martinson sig på att skriva historiska böcker om Knäred och södra Halland. Boken Knäred i nyare tid beställdes av dåvarande Knäreds kommun. Andra titlar är Flygdramatik i Halland, Karoliner från Knäred och Dansbanor och Spelemän. Han har även medverkat till filmer om bygden kring Knäred.
År 2007 tillerkändes han Laholms kommuns kulturpris och 2009 fick han Föreningen Laholms stipendium. Detta efter att han givit ut minst 46 boktitlar. Sven Martinson är gravsatt i askgravlunden på Knäreds kyrkogård.